# Mathias Scheben
Mathias Scheben (* 11. September 1945 in Bonn) ist ein deutscher PR-Berater und Sachbuchautor.
Er hat zahlreiche Fachbeiträge zu Fragen der Unternehmenskommunikation veröffentlicht. Als Kommunikationsberater berät er Unternehmen, Institutionen sowie Privatpersonen und hält Vorträge und Workshops zu Themen der Unternehmenskommunikation. Lehraufträge für Öffentlichkeitsarbeit hatte er an den Universitäten Leipzig und Bamberg erhalten.

## Leben
Scheben schloss sein Studium der Wirtschaftswissenschaften an der Ruhr-Universität Bochum 1971 als Diplom-Ökonom ab. Er begann seine berufliche Laufbahn im Jahr 1972 als Rechercheur beim Wirtschaftsmagazin Capital in Köln und wechselte dort nach einem halben Jahr in die Redaktion, wo er bis Ende 1978 als Journalist tätig war. Unter anderem entstand während dieser Zeit eine Serie zu Fragen des beruflichen Aufstiegs, die über 12 Capital-Hefte hinweg publiziert und später in Buchform veröffentlicht wurde.
Ab Januar 1979 leitete Scheben die von ihm und seiner Frau gegründete Kommunikationsagentur SchebenPR, welche im Jahr 1994 (nach seinen Angaben) Deutschlands erste inhabergeführte PR-Agentur mit einem Zertifikat nach ISO DIN EN 9001 gewesen ist. Anschließend absolvierte Scheben bei der Akademie Bad Harzburg eine Qualifizierungsmaßnahme zum Qualitätsmanagementberater. Aus dem von ihm gegründeten Beratungsunternehmen schied Scheben 2009 aus. Er arbeitete anschließend, bis Ende 2017, als freiberuflicher Kommunikationsberater sowie als vereidigter Sachverständiger für Beratungs- und Gestaltungsleistungen in der Unternehmenskommunikation. Von 2009 bis März 2012 war er u. a. Pressesprecher der Trimet Aluminium AG in Essen. Er ist weiterhin tätig als Coach, Kommunikationsberater, Gutachter und Autor.
Scheben war von 1991 bis 1993 Vorstandsmitglied der Gesellschaft Public Relations Agenturen (GPRA) und von 1993 bis 1997 für die GPRA Mitglied des Deutschen Rates für Public Relations DRPR, dem Ethikgremium der PR-Branche (danach bis 2005 als persönliches Mitglied). Von 1994 bis 1997 war er im DPRG-Vorstand.
Nach dem Tod seiner Frau gründete Scheben den Uschi-Scheben-Kinderfonds, der von 1990 bis 2010 sozial benachteiligte Kinder und Jugendliche unterstützt hat. Scheben ist seit 1990 in zweiter Ehe verheiratet, hat zwei Töchter und fünf Enkelkinder.

## Werke (Auswahl)
- Das Corona Buch - Anregungen zum Weg aus einer irritierten Gesellschaft, Verlag Zeitenwende, Freital 2020, ISBN 978-3-945701-28-7:
- Ruhe. Ruhe! Ruhestand? Der allerletzte Ratgeber für Männer. Neuwied 2018, ISBN 978-3-746740-05-8.
- Was mein Unternehmen unschlagbar macht. ECON-Taschenbuchverlag, Düsseldorf 1992, ISBN 3-612-21155-2.
- Der Capital-Karriere-Fahrplan. Goldmann-Verlag, München 1980, ISBN 3-442-10820-9.
- Die erfolgreichsten Methoden zur Konfliktvermeidung und Konfliktbewältigung im Unternehmen. WEKA-Verlag, Kissing 1979, ISBN 3-8111-8710-4.
- Konzern 2003. Wirtschaftsverlag Langen-Müller-Herbig, München 1977, ISBN 3-7844-7054-8.
- Karriere-Handbuch. Bertelsmann-Ratgeberverlag, München/Gütersloh/Wien 1974, ISBN 3-570-01314-6.
- Überleben in der Knalltüten-Gesellschaft, epubli, Neuwied 2025, ISBN 978-3-819065-52-1